# Puente 4 de Abril
El Puente de la Catumbela, oficialmente conocido como Puente 4 de Abril (Ponte 4 de Abril en portugués) es un puente sobre el río Catumbela, ubicado en el municipio angoleño de Catumbela, en la provincia de Benguela. Fue inaugurado el 10 de septiembre de 2009 por el presidente de la República de Angola, José Eduardo dos Santos, y conecta los municipios de Benguela y Lobito, así como otras provincias del país.

## Historia
El proyecto de construcción del puente fue diseñado por los ingenieros Armando Rito y Pedro Cabral, cuya construcción se inició en julio de 2007 y fue ejecutado por dos empresas, Soares da Costa y Mota-Engil, involucrando a trabajadores angoleños y extranjeros. El trabajo se completó en julio de 2009  y tuvo un coste de 27 millones de euros.

## Nombre
Se le dio el nombre de 4 de Abril en recuerdo de la fecha de los acuerdos de paz que tuvieron lugar en 2002 y que pusieron fin a la guerra civil de Angola.
Su construcción se considera de gran importancia, ya que permite la conexión entre las provincias del norte, centro y sur del país, facilitando principalmente el tráfico rodado entre los municipios de Benguela y Lobito.

## Características estructurales
El puente se caracteriza por:
- Suspensión completa;
- Una longitud total de 438 metros;
- Luz principal de 160 m;
- Vanos laterales de 64 m cada uno;
- Ancho de 24,5 m;
- Torres en forma de U, cada una de 50 m;
- Dos viaductos de acceso;
- Plataforma sobre el río con 170 metros;
- Dos carriles en cada dirección;
- Dos pasarelas peatonales.